# Diego Calva
Diego Calva, född 16 mars 1992 i Mexico City, är en mexikansk skådespelare.
Calva har bland annat medverkat i Tv-serien Narcos: Mexico från 2021. Han har även medverkat i filmerna Bird Box Barcelona från 2023 och Babylon från 2022.

## Filmografi (i urval)
- 2021 – Narcos: Mexico (TV-serie)
- 2022 – Babylon
- 2023 – Bird Box Barcelona
- 2024 – City of Dreams